# Електронний каталог

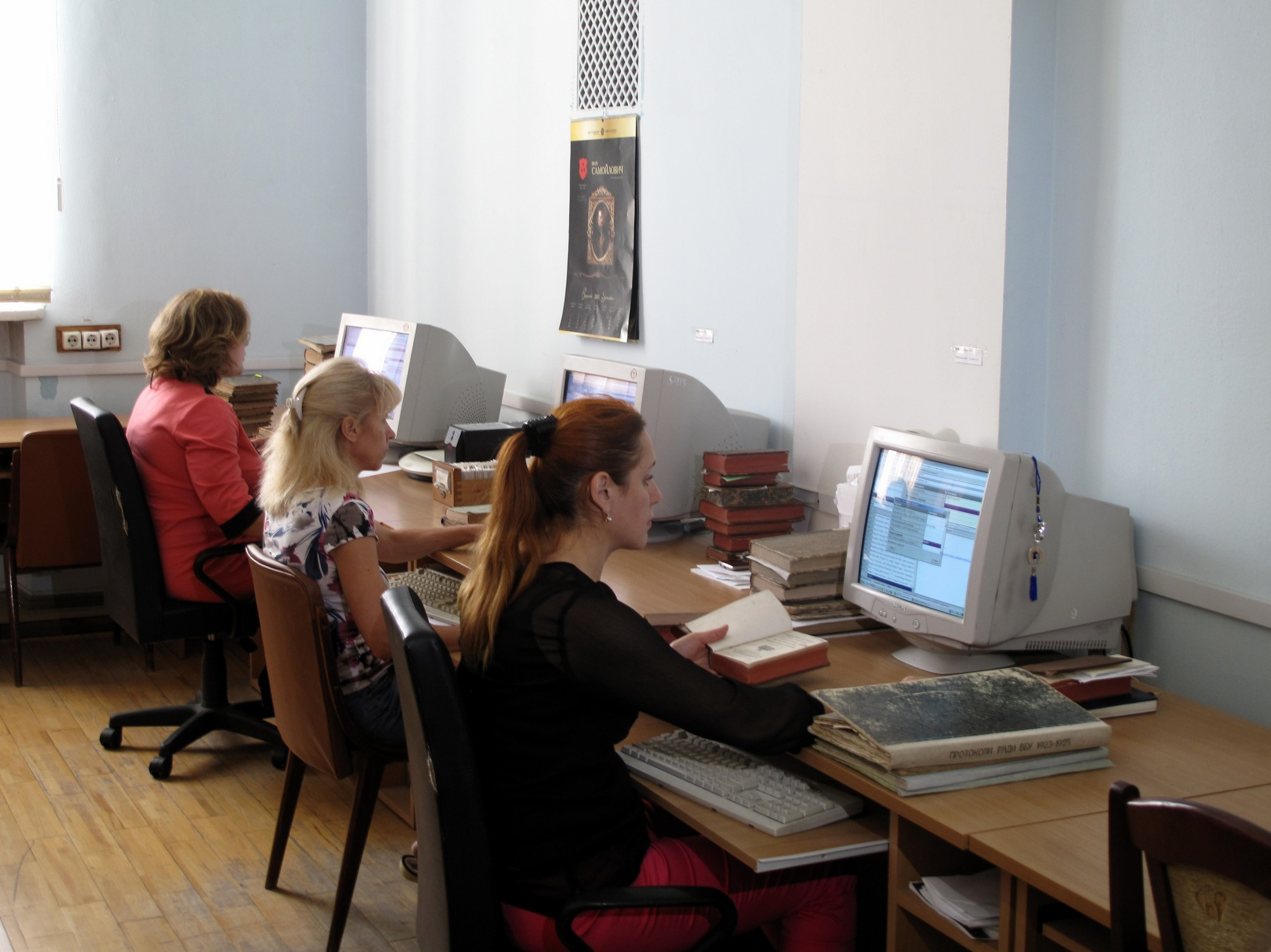
Каталогізатори за роботою у Національній бібліотеці України

Електро́нний катало́г (скор.: е-каталог, англ. e-catalog) — каталог на електронному носії, який подає переважно зміст паперового каталогу та містить інформацію про продукти й послуги для клієнтів або ділових партнерів.
Переваги е-каталогу:
- дозволяє обмін додатковою інформацією між виробниками і покупцями;
- дозволяє скорочувати витрати на придбання і постачання в організаціях (див.: електронне постачання);
- зазвичай, являє собою складову частину електронної торговельної системи
- деякі фірми, пропонуючи каталог, не уявляють можливості он-лайнового спілкування з клієнтами.

Електронний каталог — машиночитний бібліотечний каталог, що працює в реальному часі та доступний читачам.

## Загальна характеристика та призначення електронних каталогів
Поняття «електронний каталог» прийшло до нас із США. Дивно, але в англійській професійній лексиці немає еквівалента поєднанню «electronic catalog». Американці, почувши цей вираз, обов'язково запитають, що мається на увазі. На відміну від нашої країни, у Сполучених Штатах цей термін має кілька значень. «Картотека» і «каталог» — різні поняття. У каталозі обов'язковим елементом БЗ є шифр зберігання документа та відповідність конкретному фонду, склад і зміст якого він розкриває.
Будучи одним з основних проявів інформатизації бібліотек, ЕК створює умови для реалізації одного з головних принципів відкритого суспільства — принципу загальної доступності інформації. Як правило, каталог містить записи про кожного ресурсі і показує місце його знаходження в колекції [1].
ДСТУ 7. 76-96 дає таке визначення електронного каталога: «Електронний каталог (ЕК) — це бібліотечний каталог в машиночитній формі, що працює в реальному режимі часу і надається в розпорядження читачів бібліотеки».
Питання лінгвістичного забезпечення є, мабуть, найбільш проблемними і трудомісткими аспектами роботи з ЕК [2].Лінгвістичне забезпечення розуміється як сукупність пошукових засобів: різні класифікаційні системи (УДК, ББК), словники, бази ключових слів і предметних рубрик та інше. Електронна пошукова система дозволяє в лічені секунди знаходити в каталозі бібліотеки потрібні видання і складати бібліографічні списки, кожен запис в яких забезпечена інформацією про те, в якому відділі бібліотеки зберігається той чи інший екземпляр. Фахівцями розроблений як простий, так і розширений пошук видань. В той же час, каталог бібліотеки створений так, щоб з ним легко міг працювати як досвідчений, так і новачки.
ЗА електронного каталогу повинне надавати зручні засоби навігації по електронного каталогу, розвинену систему пошуку товарів, мультимедійні можливості, систему оформлення замовлення товару, систему оновлення електронного каталогу та інше.
Електронний каталогу повинен розроблятися з урахуванням мінімальних системних вимог, щоб програма працювала коректно на будь-якому ПК (це означає, що не варто зловживати новомодними «ненажерливими» технологіями). Якщо нам потрібно знайти якийсь документ, то ми висловлюємо свою потребу у вигляді інформаційного запиту — напівформалізоване вираження інформаційної потреби [3].
ЕК є багатофункціональним. Інформація вводиться один раз, а використовуватися може в різних цілях, замінюючи інформацію цілої системи традиційних карткових каталогів і картотек: алфавітного, систематичного, предметного, топографічного каталогів, картотек: систематичної картотеки статей, книгозабезпеченості, нових надходжень, заголовків художніх творів і т.д [4].

## Види електронних каталогів
Існують такі види електронних каталогів: бібліотечний та OPAC.
Електронні бібліотечні каталоги — сукупність програмних і апаратних засобів по забезпеченню діяльності бібліотеки за замовленням, каталогізації, пошуку, видання книг, вирішення різних завдань по звітності і книгозабезпеченості читачів і ін. як у локальної обчислювальної мережі, так і через web-товари.
Перші електронні бібліотечні каталоги являли собою просто перелік записів про видання в одному файлі, що вже дозволяло прискорити пошук потрібної книги, газети, журналу.
Використання електронних таблиць, а згодом і СУБД (більш-менш широко з 1960-х років) дозволило розділяти подібні записи на окремі поля, такі як назва, автор, видавництво, рік видання, мова, анотація та ін., що дозволило більш точно задавати пошукові запити.
У ті ж роки почали створюватися перші дослідні системи мережевого доступу до каталогу, але перші великі системи віддаленого доступу до ЕБК були запущені в США в 1975 р. (в університеті штату Огайо) і в 1978 р. (Публічна бібліотека р. Далласа). З тих пір ЕБК продовжували розвиватися як кількісно, і якісно.
Наприклад, розвиток технологій торгівлі, зокрема, впровадження використання неповторяющегося штрих-коду для кожного товару, зробило вплив і на роботу бібліотек. Адже штрих код можна використовувати не тільки при роздрібному продажу книги як товару, але і при кожній видачі (приймання) видання від читача, міжбібліотечному обміні, переобліку книг і т. д., що дозволяє помітно збільшити продуктивність праці. Старі видання, яким ще не надавався штрих-код при друку, при цьому, звичайно, доводиться забезпечувати новими штрих-кодами, для чого в типові системи створення ЕБК були додані відповідні можливості.
Для завдань наукового пошуку, де нерідко доводиться мати справу з величезним і постійно поповнюється обсягом даних, розроблені більш витончені та вдосконалені (порівняно з ЕБК для загальнодоступних (народних) бібліотек) системи пошуку і відбору джерел. Помітний вплив на подальший розвиток систем пошуку в ЕБК нині надають досягнення пошукових систем, розроблених для пошуку в Інтернет. У майбутньому, при доступніших обчислювальних потужностях, будуть ширше використовуватися підходи експертних систем і т. д.
При створенні електронних бібліотечних каталогів досить добре вдається застосовувати типові автоматизовані рішення, що заодно дозволяє підвищувати якість, збільшувати швидкість і зменшувати вартість створення ЕБК. Тому в н.в. все більше бібліотек використовують типові рішення по автоматизації електронних каталогів. Поняття «корпоративна каталогізація», «системи корпоративної каталогізації», «зведений електронний каталог» і деякі інші для нас сьогодні нові. Вони прийшли до нас не так давно, хоча в інших технологічно розвинених країнах, у практиці машиночитній каталогізації, ними користуються вже досить довго.
У США, наприклад, методика створення і використання системи корпоративної каталогізації, заснована на мережних технологіях, використовується вже з сімдесятих років минулого століття. Суть даної методики полягала в тому, що обробка видань здійснювалася один раз спеціально уповноваженими бібліотеками, каталогізатори яких проходили спеціальну підготовку і мали відповідні сертифікати. Це гарантувало високу якість створюваних записів. Бібліотека, яка першою отримувала екземпляр видання, виробляла його повну обробку і завантажувала відомості про документ в базу даних. Всі інші бібліотеки користувалися можливістю вивантажувати цей запис, якість якої не викликала сумнівів.

### OPAC як вид електронного каталогу
На відміну від традиційного каталогу, користувач електронного каталогу ніколи не бачить весь каталог в цілому. Електронний каталог видає тільки те, про що його запитують. Читач ніколи не бачить електронний каталог в цілому, як бачить картковий або друкований каталог. Записи в електронному каталозі не розташовуються одна за одною в певному фіксованому порядку, а групуються щоразу заново згідно з запитом, причому може бути заданий будь-який порядок виведення релевантних записів — хронологічний (за датою видання або за датою введення заисей в каталог), алфавітний (за іменами авторів або першим словами назв), за номерами або за класифікаційними індексам. Угрупування записів у певному порядку існує тільки на екрані.
Електронний каталог, як правило, включає дві складові частини: 1) модуль каталогізації і 2) модуль, що забезпечує активний читацький доступ до каталогу, англійською Online Public Access Catalogue або OPAC.
В даний час не всі OPAC працюють з рефератами і анотаціями. При цьому слід враховувати, що поряд із розширенням можливостей, ОРАС повинен бути простим у користуванні. Від читача не має вимагати майстерного володіння складною технікою при зверненні до каталогу. В ідеалі, ОРАС повинен бути простим у використанні, але з великими пошуковими можливостями.
Основні типи пошуку в ОРАС: пошук за назвою, пошук за автором, пошук за комбінації «автор-заголовок», пошук за ключовим словом, пошук за номером, булевий пошук.

#### Аналітичні функції OPAC
До складу програмного забезпечення OPAC, як правило, входить особлива програма, що здійснює реєстрацію операцій (транзакцій), виконаних в каталозі. Ця програма протягом доби аналізує роботу кожного терміналу за кожну годину дня з різних видів пошуку і основних функцій. Такий моніторинг роботи OPAC дає можливість визначити, які види пошуку проводяться частіше, чи розуміють читачі основні правила роботи в системі, наприклад, використовують чи читачі команду повернення до попереднього виявити екрану, чи використовують пошук по ключовому слову ПР і т. ін.
Аналіз роботи OPAC дозволяє уточнити кількість терміналів і функцій, необхідних для забезпечення читацького пошуку в ЕК або на будь-якому іншому пункті обслуговування.

## Технології електронного каталогу
Від рівня розвитку технології залежить форма каталогу, процеси його створення, підтримки розвитку та використання, що включають в себе правила формування записів і організації пошуку.

### Аналітико-синтетичні технології переробки інформації
АСПІ — це процеси перетворення зміст документів з метою їх аналізу, виявлення необхідних відомостей, а також оцінки, співставлення та узагальнення, тобто створення вторинної інформації.
Анотування — процес створення коротких повідомлень про друкований твір (книга, стаття, доповідь), які дозволяють робити висновки про доцільність його докладнішого вивчення. При анотуванні враховується зміст твору, його призначення, цінність, направленість.
Реферування— це одна з найбільш широко розповсюджених письмових форм отримання інформації, яка дозволяє при сучасному величезному потоці інформації у короткий термін відібрати потрібну спеціалісту інформацію. У порівнянні з анотуванням реферування є досконалішим методом обробки інформації джерел інформації: якщо в анотації приводиться лише короткий перелік питань, що розглядаються, то в рефераті викладається сутність питань та наводяться найважливіші висновки.
На сучасному рівні розвитку інформаційних технологій з'явилася задача автоматичного реферування.

### Комп'ютерні технології
Веб 2.0 — поняття, яким користуються для позначення ряду технологій та послуг Інтернету, точніше його частини — всесвітньої павутини, відомої також як Веб. Окрім цього, цим поняттям описують зміну сприйняття Інтернету користувачами.
Термін було запроваджено у 2004 видавництвом О'Рейлі та комерційним організатором серії конференцій під назвою «Web 2.0», — МедіаЛайв.
Web 2.0 можна також охарактеризувати його складовими компонентами, тобто тими новими можливостями і застосуваннями, що надають вебу нового забарвлення.

## Приклади
- Приклад електронного каталогу підприємств [Архівовано 16 жовтня 2008 у Wayback Machine.]

### Приклад електронного каталогу бібліотеки
- Електронний каталог Одеської національної наукової бібліотеки [Архівовано 12 жовтня 2016 у Wayback Machine.]
- Електронний каталог бібліотеки Харківської національної академії міського господарства
- Електронний каталог бібліотеки Тернопільського національного технічного університету імені Івана Пулюя [Архівовано 21 травня 2011 у Wayback Machine.]
- Електронний каталог наукової бібліотеки національного педагогічного університету імені М. П. Драгоманова
- Електронний каталог наукової бібліотеки Української академії банківської справи НБУ
- Електронний каталог Кіровоградської обласної універсальної наукової бібліотеки імені Д. І. Чижевського [Архівовано 27 травня 2014 у Wayback Machine.]
- Електронний каталог Вінницької обласної універсальної наукової бібліотеки імені К. А. Тімірязєва [Архівовано 26 листопада 2015 у Wayback Machine.]
- Електронний каталог Наукової бібліотеки Таврійського державного агротехнологічного університету
- Електронний каталог науково-технічної бібліотеки Вінницького національного технічного університету [Архівовано 30 січня 2019 у Wayback Machine.]